# هیرشفلد (زاکسونی)
هیرشفلد (به آلمانی: Hirschfeld) یک شهر در آلمان است که در Zwickau (district) واقع شده‌است. هیرشفلد ۱٬۲۶۰ نفر جمعیت دارد.